# 후지 TV 일요일 밤 9시 드라마
《후지 TV 일요일 밤 9시 드라마》(일본어: フジテレビ系列日曜夜9時枠の連続ドラマ)는 후지 TV에서 매주 일요일 21:00 - 21:54에 방송되는 텔레비전 드라마이다.

## 작품 목록

### 45분과 30분 범위의 시대
제1기 (간사이 TV 제작)
- 《사무라이》(1960년 11월 6일 - 1961년 5월 14일, 옴니버스 작품)
- 《검사》(1961년 5월 21일 - 1963년 6월 9일, 주연 : 우쓰이 겐)
- 《전원 강하하라》(1963년 6월 16일 - 10월 27일, 주연 : 니혼야나기 히로시)

제2기 (후지 TV 제작)
- 《고슈 유협전 나는 도모야스》(1965년 2월 14일 - 8월 8일, 주연 : 스나즈카 히데오)
- 《유도수호전》(1965년 8월 15일 - 1966년 4월 24일, 주연 : 히라이 마사카즈)
- 《블루 라이트 작전》(1966년 5월 1일 - 8월 21일, 주연 : 로버트 굴렛 (더빙 : 나야 고로))
- 《지금 연수중》(1966년 8월 28일 - 1967년 4월 2일, 옴니버스 작품)
- 《오빠》(1967년 4월 9일 - 10월 1일, 주연 : 가와사키 게이조)
- 《아가씨》(1967년 10월 8일 - 1968년 3월, 주연 : 이쿠타 에츠코)

제3기 (후지 TV 제작)
- 《아히루가오카 77》(1968년 10월 6일 - 1969년 3월 30일, 주연 : 사쿠라이 센리)
- 《아직 보지 못한 당신》(1969년 4월 13일 - 7월 27일, 주연 : 하마 미에)

제4기 (후지 TV 제작)
- 《나는 카모짱》（1969년 10월 5일 - 1970년 3월 29일, 주연 : 에리 치에미)

### 1시간 범위의 시대
제1기 (간사이 TV 제작)
- 《굉장한 남자 시리즈》 : (주연 : 사이고 데루히코)
  - 《굉장한 남자 전후편》 : (1975년 4월 6일 - 9월 28일)
  - 《굉장한 남자 격동편》 : (1975년 10월 5일 - 1976년 3월 28일)
  - 《굉장한 남자 사투편》 : (1976년 4월 4일 - 9월 26일)
  - 《굉장한 남자 총결산편》 : (1976년 10월 3일 - 1977년 3월 27일)
- 《상쾌한 남자》 : (1977년 4월 3일 - 1978년 3월 26일, 주연 : 시바 토시오)
- 《기적이 울리는!》 : (1978년 4월 2일 - 7월 23일, 주연 : 후지오카 히로시)

제2기 (간사이 TV 제작)
- 《일발역전》 : (1978년 10월 15일 - 1979년 1월 28일, 주연 : 시노다 사부로)
- 《표적》 : (1979년 2월 4일 - 3월 25일, 주연 : 아키요시 쿠미코)
- 《형사 텟페이》 : (1979년 4월 1일 - 7월 8일, 주연 : 사이고 데루히코)

제3기 (후지 TV 제작)
- 《OUR HOUSE》 : (2016년 4월 17일 - 6월 12일, 주연 : 아시다 마나, 샬럿 케이트 폭스)
- 《HOPE ~기대 제로의 신입사원~》 : (2016년 7월 17일 - 9월 18일, 주연 : 나카지마 유토)
- 《커리어~규칙 파기의 경찰서장~》 : (2016년 10월 9일 - 12월 11일, 주연 : 타마키 히로시)
- 《대가난》 : (2017년 1월 8일 - 3월 예정, 주연 : 코유키)
- 《사쿠라코 씨의 발밑에는 시체가 묻혀 있다》 : (2017년 4월 - 6월 예정, 주연 : 미즈키 아리사)
- 《경시청 생물계》 : (2017년 7월 - 9월 예정, 주연 : 와타베 아츠로)

## 같이 보기
- 파나소닉 드라마 시어터 (오후 9시대)
- 후지 TV 월요일 밤 9시 드라마
- 후지 TV 화요일 밤 9시 드라마
- 간사이 TV 화요일 밤 10시 드라마
- 후지 TV 목요극장
- 후지 TV 토요 드라마 → 후지 TV 토드라
- 후지 TV 드라마틱 선데이